# Lîtvînenkî, Kremenciuk
Lîtvînenkî (în ucraineană Литвиненки) este un sat în comuna Omelnîk din raionul Kremenciuk, regiunea Poltava, Ucraina.

## Demografie
Componența lingvistică a localității Lîtvînenkî
     Ucraineană (100%)
Conform recensământului din 2001, toată populația localității Lîtvînenkî era vorbitoare de ucraineană (100%).